# Mesoprionus abaii
Mesoprionus abaii es una especie de escarabajo longicornio del género Mesoprionus, categorizada en la tribu Prionini, de la subfamilia Prioninae. Fue descrita por Holzschuh en 2007.
El período de actividad en ejemplares adultos se presenta regularmente en abril, julio y agosto.

## Descripción
Mide 25-32 mm de longitud.

## Distribución
Se distribuye por Irán y la región del Cáucaso.